# Diplosoma macdonaldi
Diplosoma macdonaldi är en sjöpungsart som beskrevs av William Abbott Herdman 1886. Diplosoma macdonaldi ingår i släktet Diplosoma och familjen Didemnidae. Inga underarter finns listade i Catalogue of Life.